# Haldor Halderson
Haldor „Slim” Halderson (Winnipeg, Manitoba, 1900. január 6. – Winnipeg, Manitoba, 1965. augusztus 1.) olimpiai bajnok, Stanley-kupa-győztes kanadai jégkorongozó. Ősei Izlandról származnak.
Pályafutását a Manitoba Hockey League-ben kezdte 1917-ben a Winnipeg Ypresben. A következő évben a Winnipeg Monarchba került. Amatőr pályafutása legnagyobb sikereit a Winnipeg Falconsban érte el. 1920-ban megnyerte az Allan-kupát, amiért az amatőr senior csapatok versengenek Kanadában.
Kerettag volt az 1920-as nyári olimpia kanadai jégkorongcsapatában. Ez nem egy válogatott volt, hanem egy klubcsapat, a Winnipeg Falcons. A csapat mind a három mérkőzést megnyerte. Egyedül csak az amerikai válogatottat tudták nehezen megverni 2–0-ra az elődöntőben. A döntőben a svéd válogatottat verték 12–1-re.
Az olimpia után a Saskatchewan Senior Hockey League-be ment játszani a Saskatoon Crescentsbe. Egy szezon után a Victoria Aristocratsba került a Pacific Coast Hockey Associationbe. 1926-ig a Victoria Cougarsban játszott, ami szerepelt a PCHA-ban és a Western Canada Hockey League-ben. Legnagyobb sikerét itt érte el, amikor 1925-ben megnyerték a Stanley-kupát. 1926-ban is bejutottak a döntőbe, de azt elveszítették. 1926–1927-ben játszhatott a National Hockey League-ben a Detroit Cougarsban és a Toronto St. Patricksben, mely akkor már kezdett átalakulni a Toronto Maple Leafsé. Ezután már csak alsóbb ligákban játszott, amik félprofik voltak. 1929 és 1937 között az American Hockey Associationben játszott, megfordult több csapatban is.